# Денорманди, Жюльен
Жюлье́н Денорманди́ (фр. Julien Denormandie; род. 14 августа 1980, Париж) — французский политик, министр сельского хозяйства и продовольствия (2020—2022).

## Биография
Родился 14 августа 1980 года в Париже, окончил Национальный агрономический институт Париж-Гриньон и позднее получил степень магистра делового администрирования в Инженерном коллеже, имеет квалификацию инженера сельскохозяйственных, водных и лесных работ.
В 2004 году начал профессиональную карьеру в Управлении внешних экономических связей Министерства экономики и финансов Франции (в 2010 году возглавил Бюро по связям со странами Ближнего Востока и Балкан, а также с Турцией). В течение двух лет являлся экономическим советником французского посольства в Египте, откуда в 2012 году вернулся в своё прежнее министерство и занял должность советника тогдашнего министра — Пьера Московиси. В тот период познакомился с Эмманюэлем Макроном и, когда тот в свою очередь занял пост министра экономики и финансов, то назначил Денорманди заместителем руководителя своего секретариата (он известен активным участием в проведении через парламент так называемого «закона Макрона», в котором были сформулированы основные экономические воззрения будущего президента Франции).
Денорманди стоял у истоков движения, выросшего в новую партию «Вперёд, Республика!» и занимал в ней должность заместителя генерального секретаря.
21 июня 2017 года назначен государственным секретарём при министре развития территорий Жаке Мезаре во втором правительстве Филиппа.
16 октября 2018 года в результате серии кадровых перестановок в правительстве назначен министром городов при новом министре развития территорий — Жаклин Гуро.
6 июля 2020 года получил портфель министра сельского хозяйства и продовольствия в сформированном после отставки Эдуара Филиппа правительстве Кастекса.
20 мая 2022 года сформировано правительство Элизабет Борн, в котором Денорманди не получил никакого назначения.